# Зертас
Зерта́с (каз. Зертас) — село у складі Толебійського району Туркестанської області Казахстану. Адміністративний центр Зертаського сільського округу.
До 1992 року село називалось Галкино.
Населення — 4544 особи (2021; 4346 у 2009, 2401 у 1999, 2003 у 1989).